# Толбузин, Алексей Ларионович
Алексей Ларионович Толбузин (? — 16 июня 1686, Албазинский острог) — тобольский сын боярский и воевода во времена правления Алексея Михайловича, Фёдора Алексеевича, правительницы Софьи Алексеевны, Ивана V и Петра I Алексеевичей.
Из дворянского рода Толбузины. Сын Нерчинского воеводы в 1662—1668 годах. Герой обороны Албазина. Его брат, Фадей Ларионович в 1670-1672 годах воевода в Берёзове, в 1676 году ехав из Москвы воеводою в Иркутск и Албазин умер по пути.

## Биография
Упомянут стряпчим. В январе 1662 года приехал к Государю из Севска с известием, что на приходящие в Севские и Карачинские места татарские отряды разбиты воеводою Бутурлиным, князя Ширинского и многих других татар пленили. В июле 1676 года послан воеводою из Тобольска в Иркутск и Албазинск (Албазинск, Иркутск, Нерчинск), в то время называлось в Даурах, где пробыл с 1676 по 1687 года.
Убит в 1688 году китайцами при осаде Албазинского острога.